# Afkloppen
Afkloppen of aftikken is een vorm van volksgeloof en een ritueel waarbij oorspronkelijk op ongeverfd hout wordt getikt, om daardoor mogelijk ongeluk af te wenden, wanneer men zich verheugt over genoten geluk of wanneer iets geprezen wordt.
Meestal wordt er afgeklopt op (onbewerkt of ongelakt) hout, maar ook ijzer is mogelijk.

## Toepassing
In vrijwel heel Europa, maar ook daarbuiten, is voor miljoenen mensen het aanraken van hout of afkloppen op hout een vast ritueel. Het hout behoort wel aan een aantal voorwaarden te doen; het moet ongeverfd zijn en alleen eiken-, wilgen- of appelboomhout zou hiervoor geschikt zijn.
Het wordt in het dagelijks leven veelvuldig toegepast, zowel in zaken als privé, met als doel het lot in positieve zin te beïnvloeden. De daad, het feitelijk kloppen op hout, wordt verbaal begeleid door een bezweringsformule (toverspreuk), doorgaans een letterlijke weergave van de handeling.
- In Nederland klopt men meestal af op een tafel, onder een tafelblad of op een deur (maar ook andere houten voorwerpen zijn mogelijk).
- In Vlaanderen is "hout vasthouden" gangbaar.
- In 2012 werd MyKnoaky een rage binnen de wielersport[2].

Voorbeelden zijn o.a.: "Touch wood" (Groot-Brittannië/Australië/Ierland), "Toucher du bois" (Frankrijk/België), "Auf Holz klopfen" (Duitsland/Oostenrijk) en "Bater na madeira" (Portugal/Brazilië). In de Verenigde Staten is "Knock on wood" gangbaar sinds de 19e eeuw, daarvoor was "Stomp on Wood" gangbaar en klopte men vaak af op de houten vloer.
Uitdrukkingen in verschillende landen:
- Aramees: mxi al qaisa
- Tsjechië: klepat na dřevo
- Bulgarije: чукам на дърво (chukam na durvo)
- Deens: bank under bordet (klop onder de tafel)
- Duits: auf Holz klopfen (soms samen met Toi, toi, toi)
- Fins: koputtaa puuta
- Grieks: chtipa xilo (χτύπα ξύλο)
- Iran: bezan be takhte
- Persië: بزن به تخته
- Nederland: (even) afkloppen/ -tikken
- Noorwegen: bank i bordet (klop op de houten plank)
- Oekraïne: постукай по чомусь дерев'яному
- Polen: odpukać w niemalowane (klop op ongeverfd hout)
- Roemeens: a bate în lemn
- Rusland: постучи по дереву
- Servië: да куцнем у дрво (da kucnem u drvo)
- Spanje: tocar madera
- Turkije: tahtaya vur (Soms antwoordt iemand: "Şeytan kulağına kurşun" - dat iemand lood in het oor van Satan mag smelten)
- Zwitserland: Holz alange (ondanks de uitdrukking moet men kloppen op hout als men de bezweringsformule opzegt, aanraken is niet voldoende.)
- Zweden: ta i trä (Een deel van de bezwering "peppar peppar, ta i trä", soms wordt alleen "peppar peppar" gezegd.)

Uitzonderingen zijn er ook:
- In Italië en de zuidkust van Spanje en op de Balearen klopt men op ijzer: "Toccare ferro" en "Tocar ferro". Overigens wel met dezelfde intentie, het positief beïnvloeden van het lot.
- In de Arabische wereld zegt men "امسك الخشب" (imsek el-khashab). Christelijke Arabieren zeggen "بإسم الصليب" (b-ism as-salib - in de naam van het kruis). Moslims zeggen "بسم الله ماشاء الله لا حول ولا قوة إلا بالله" (b-ism Allah, ma sha' Allah la hawla wla kowa illa be'Allah - in de naam van Allah, met Allahs wil, er is noch kracht noch macht behalve bij Allah). Beide worden toegepast als men iets begeert, en niet wil dat het boze oog macht over datgene krijgt.
- In Sri Lanka wordt de Engelse uitdrukking gebruikt, maar ook touch gold (klop op goud) is gangbaar.
- In Hongkong (een ex-kolonie van Groot-Brittannië) wordt gedacht dat "Touch wood" de betekenis heeft van "God beware".
- In Pakistan en India zegt men "Nazar Na Lage" (Hindi) en "Kannu pada Pooguthu" (Tamil). Beide uitdrukkingen kunnen worden vertaald met "dat er geen boze oog bestaat" en het wordt gezegd als iets 'te goed om waar te zijn' lijkt. In Nepal zegt men "kasai ko ankha nalagos" met dezelfde betekenis, de uitdrukking wordt soms gevolgd door "bhagawanko dayale" (bij de gratie Gods).

## Oorsprong

### Keltisch/Germaans
De Keltische of Germaanse oorsprong stamt af van het Kotouka-ritueel. De boom was voor hen de aardse belichaming van hun goden. Men geloofde dat bomen de woonplaats waren van vele goden. Druïden voltrokken bezweringen en rituelen bij de heilige bomen. Wanneer de Germanen door demonische krachten werden bedreigd met een bepaald ongeluk, moesten ze hout aanraken; het was immers goddelijk. Hout nam de boze geest op en zond hem de grond in.

### Katholiek
Een katholieke oorsprong vindt men bij het kruis van Jezus. Als men overmoedig was geweest moest men een houten crucifix aanraken om de nederigheid te tonen waartoe Jezus opriep. Overmoedig zijn betekende niet alleen het noodlot tarten, het was tevens een zonde.